# 警備員指導教育責任者
警備員指導教育責任者（けいびいんしどうきょういくせきにんしゃ）は、昭和57年の警備業法改正により機械警備業務管理者とともに制度化された国家資格である。

「指導教」（しどうきょう）とか「指教責」（しきょうせき）とも呼ばれる。

## 概要
全ての警備業務区分において共通の1つの資格であった（つまり、『警備員指導教育責任者資格』という資格を1つ保有することによって、下記1号～4号の業務全てについて、指導・教育を行うことができた）が、平成17年11月21日に施行された改正業法において、
- 1号警備（施設警備業務・保安警備業務・機械警備業務など）
- 2号警備（交通誘導警備業務・雑踏警備業務など）
- 3号警備（輸送警備業務など）
- 4号警備（身辺警備業務・緊急通報サービスなど）

の各警備業務区分ごとの4つに分割された。これにより、例えば、1号業務の区分の警備員指導教育責任者資格のみを有する者は、施設警備の業務別教育を行うことはできるが、交通誘導警備の業務別教育は行うことができない。
警備業者は、警備業務を行うにあたっては、営業所で行う警備業務区分ごとに公安委員会が交付した当該警備業務区分に係る警備員指導教育責任者資格者証を有する者を警備員指導教育責任者として選任し、その営業所の所在地を管轄する公安委員会に届け出なければならない。もっとも、これは専任でなければならないものではなく、例えば、1号～4号の区分の警備員指導教育責任者資格者証を有している者が、1号～4号の全ての区分で選任される、ということは可能である。

## 警備員指導教育責任者の業務
警備員指導教育責任者の法定業務は、警備業法施行規則第40条に規定されている。
- 警備業法施行規則第40条・・・警備業法第22条第1項の内閣府令で定める業務は、次のとおりとする。

1. 第66条第1項第4号に掲げる指導計画書を作成し、その計画書に基づき警備員を実地に指導し、及びその記録を作成すること。
2. 第66条第1項第5号に掲げる教育計画書を作成し、及びそれに基づく警備員教育の実施を管理すること。
3. 第66条第1項第6号に掲げる書類その他警備員教育の実施に関する記録について監督すること。
4. 警備員の指導及び教育について警備業者に必要な助言をすること。

## 制度化の理由
昭和47年に制定された警備業法（第11条）により、警備業者に自己の使役する警備員への指導教育が義務付けられたが、当時はその具体的な方法が示されなかったために、指導内容の記録を見ると警察庁等が発行した解説書の内容の丸写しであるなど、適正な指導教育が行われていないと感じられる状況が少なからず見られた。また、教育担当者も会社により警察OBであったり、その社員であったりとその者の有する警備業務に関しての知識、技能や教育の技量には大きな格差があった。そこで昭和57年の警備業法改正により制度化されたものが警備員指導教育責任者資格である。教育担当者に指定される者の警備業務に関する知識や能力等に一定の水準を確保し、また警備業者の指導教育に関する責任の所在を明確にし、もって警備業者の警備員に対する指導教育が適正に行われるようにすることが資格の制度化の理由である。
平成17年11月21日施行された改正業法では、警備業務区分ごとの資格に分割された。このように分割された理由としては、各区分の業務の専門性を高めること、などが挙げられている。

## 警備員指導教育責任者になるには
都道府県公安委員会から警備員指導教育責任者資格者証の交付を受ければよい。交付の条件は「一定水準以上、警備業務に関しての専門的知識、能力を有すると認められる者」である。「一定水準以上・・・有すると認められる者」とは、
1. 都道府県公安委員会が行う警備員指導教育責任者講習を受講し、修了考査に合格した者
2. 公安委員会が、1に掲げる者と同等以上の知識及び能力を有すると認める者 の2つがある。

一般的な方法は1である。2については、警察官であった者がこれを利用して資格者証の交付を受ける場合が多い（いわゆる、2号認定）。
なお警察官の場合は雑踏警備等の「警備」に長期間従事した者に与えられ「刑事」や「鑑識」、「警察事務」等の職種の場合は1を受ける必要がある。

## 都道府県公安委員会が行う警備員指導教育責任者講習を受ける
警備員指導教育責任者講習は、平成17年11月21日に施行された改正業法によって
- a.新規取得講習
- b.追加取得講習
- c.特例措置講習（2年経過後の平成19年11月21日からは『旧資格者講習』という名称になっている。）

の3種類となった。以下は新規取得講習についての説明である。追加取得講習以下は、後に記す。
なお、現任警備員指導教育責任者講習という制度が存在するが、これは資格を取得するための講習ではなく、現に選任されている警備員指導教育責任者に対する法定講習であり、上記3種の講習とは区別される。
(1)受講要件
警備員指導教育責任者講習の受講要件は次のとおりで、いずれかに該当しなければならない。
- 警備員検定1級合格者
- 警備員検定2級合格者で、当該検定に合格した後、継続して1年以上警備業務に従事している者
- 最近5年間に警備業務に従事した期間が通算して3年以上である者

なお平成17年11月21日に施行された改正業法によって、警備員指導教育責任者の資格が警備業務区分ごとに分割されたことから、講習も警備業務区分ごとに分割されている。
よって受講要件として警備員検定の合格者については、講習を受けようとする警備業務区分に係る警備員検定の合格が、警備業務経験3年を要件とする者については、講習を受けようとする警備業務区分に係る警備業務の経験が求められる（例えば、1号警備の新規取得講習を受けようとする場合に、交通誘導警備検定の合格や、輸送警備の経験が3年あることを受講要件とすることは出来ない）。
なお、受講の申込みの際にいずれかの受講要件を満たしていることを証明する書類を提出する必要がある。検定の合格者であれば合格証明書の写しを、通算して3年以上の警備業務に従事した期間があることを理由とする者は警備業務従事証明書を、提出する必要がある。警備業者により、倒産していたり、警備業務従事証明書の発行を拒否するところがあるので、その場合は誓約書を自身で公安委員会宛てに作成して提出する。なおこれ以外にも、法定備付書類の一つである警備員名簿（根拠 警備業法第45条、同法施行規則第66条第1項第1号）の写しや、教育実施簿（根拠 警備業法第45条、同法施行規則第66条第1項第6号）の写し、履歴書などを求められる場合もある。
(2)申込み
都道府県公安委員会が行う警備員指導教育責任者講習は、現在、ほぼその全てが、都道府県警備業協会に委託されている。地域により警備業協会に申込みを行うところと、自分の住居地を管轄する警察署に申込みを行うところと分かれているので、日程等についてはどちらかに問い合わせを行う必要がある。なお、住居地にかかわらず他の公安委員会が行う講習であっても受講できる。申込みにあたっては少なくとも、
- (1)にて記したいずれかの受講要件を満たしていることを疎明する書類
- 警備員指導教育責任者講習受講申込書（所定の規格の写真貼付）
- 受講料（手数料納付書に収入証紙を貼付）が必要になる。

そのほか、場合によっては、
- 住民票の写し（本籍地の記載があるもの）1通
- 受講申込書作成に使用した印鑑（シャチハタ不可）

が必要とされる場合もある。申し込み時に、警察署もしくは警備業協会事務局に確認したほうが良いであろう。
また、受講料を現金で納める地域も存在するようである。
新規取得講習の場合の受講料は、
- 1号警備 47,000円
- 2号警備 38,000円
- 3号警備 38,000円
- 4号警備 34,000円

となっている。値段の差は講習時間の差である。10分あたり200円。
受講申込書といずれかの受講要件を満たしていることを疎明する書類は正本1通作成する。
もっとも実務的には、申し込みをしたことの証拠とするため、正本のコピーを保管しておくことが多かろう。
(3)費用
講習にかかる費用と、資格者証交付に9,800円かかる。他にも参考書代、問題集代、遠方で受講する場合は宿泊費用などが必要になるであろう。業務ごとに講習を受け交付申請を行うこととなったので、複数の業務に対応したい場合はその都度に上記費用がかかる。
(4)講習の内容
以前は講習が5日間、試験が1日間、計6日間であったが、改正業法の施行により警備業務区分によって講習時間や日数が異なることとなった。また現在のところ公安委員会によって1日の時限数の配分もばらつきが見られる。講習がおおむね9時から17時まで、7時限から8時限行われる。1時限は50分である。受講料と講習の時間は対応しているので、大体の日数は計算で出せよう。
講習は講義が主体であるが、数時限は討論が行われる。例えば、ある事例が出され、指導教育上の問題点と対策を検討せよ、というような形式である。もっとも、この討論の良否・発言の状況などは、試験の合否には関わらない。悪く言えば、一切発言をしなくとも、討論が内容の薄いものであろうとも、筆記試験で合格点に達すれば、合格となる。また、基本教練などの実技も行われるが、これも訓練のみであり、試験の合否には関わらない。
試験は最終日の午前中に行われ、試験時間は100分、40問の5肢択一式で、合格は8割以上の正答が必要である。合格発表は即日行われ、修了証明書が担当者より交付される。不合格であった場合は再試験は行われず、再度講習から受け直しとなる。詳しい講習の内容と時限の配分は、平成17年11月17日付け警察庁丁生企発第356号「警備員指導教育責任者講習及び機械警備業務管理者講習の運用について（通達）」(PDF:警察庁のホームページより）を参照されたい。
(5)修了証明書が交付されたら、自分の住居地を管轄する警察署の生活安全課（防犯係）に警備員指導教育責任者資格者証の交付申請を行う。交付申請に必要なものは、
- 警備員指導教育責任者資格者証交付申請書
- 修了証明書
- 履歴書（写真貼付欄の無いものは写真不要、写真貼付欄の有るものは写真1枚必要。サイズは縦3.0cm×横2.4cm程度）
- 住民票の写し（本籍地記載）
- 身分証明書　[本籍地の役所に申請して取得]
- 医師の診断書（警備業法第3条第6号に該当しないことを証明する診断書）
- 誓約書（警備業法第22条第4項各号に掲げることに該当しない旨の誓約書）
- 交付手数料9,800円

である。
なお警察署によっては、上記の順序で各書類を並べ、クリップで閉じる、など、厳格な形式を要求することもある。逆に、閉じる順序には拘らない警察署もある。

医師の診断書については、所定の様式があるのでそれを使用すること。また診断書の内容には薬物に関する検査項目が多いため総合病院や大学病院等で診断書を作成してもらうと費用が高額になるおそれがあるので掛り付けの町医者に依頼して作成する方が費用は抑えられる。

## 警備員指導教育責任者（有資格者）の利点
公安委員会より警備員指導教育責任者資格者証が交付された者は以下のような点で、有利になる（メリット）。
- 交付を受けた警備員指導教育責任者資格者証の業務区分に係る警備業務に従事する場合、法定新任教育（基本教育、業務別教育併せて20時間以上）のうち全てが免除される。それ以外の業務区分の警備業務に従事しようとする場合は上記のうち、基本教育を免除させることができる。業務別教育は10時間以上実施する。
- 交付を受けた警備員指導教育責任者資格者証の業務区分に係る警備業務に従事している場合、法定現任教育（基本教育、業務別教育併せて10時間以上）のうち全てが免除される。それ以外の業務区分の警備業務に従事している場合は上記のうち、基本教育を免除させることができる。業務別教育は年度ごとに6時間以上実施する。
- 警備員の教育（新任教育、現任教育、巡察指導等）を担当できる。
- 警備業者によっては、（職制上の）警備員指導教育責任者に選任されることがある（昇進、昇給の可能性）。
- 警備業者によっては、有資格者として手当てが支給されることがある。
- 警備員指導教育責任者有資格者であることを示すバッジの装着が許される。

- 参考:全国警備業協会のサイト・グッズのページ（警備員指導教育責任者バッジの写真あり）

## 警備員指導教育責任者資格制度の改正
平成17年秋に施行された改正警備業法により、警備員指導教育責任者資格制度の大幅な改正が行われた。おおむね今回の改正のポイントは次のとおりである。
(1)警備業者が行う警備業務ごとの選任
いままでは、営業所ごとに1人の選任が求められたが、改正警備業法では警備業者がその営業所で行う1号から4号までの警備業務ごとに選任が求められるようになった。つまり、その営業所において複数の警備業務、例えば、1号と2号を行っているような場合であれば1号を担当する警備員指導教育責任者と、2号を担当する警備員指導教育責任者の2名の選任が求められる。但し、上述したとおり、兼務は可能である。
(2)定期的な講習受講の義務付け
警備員指導教育責任者には今まで以上に専門性が求められ、3年ごとの定期的な講習の受講が義務付けられた。もっとも、講習が義務付けられるのは、『選任の』警備員指導教育責任者であり、単に資格者証を有する者は対象とはならない。また、そのような者の任意の受講も不可能である(受講予定者には警察から受講票や通知が届き、それをもって出席調査が行われる)。
(3)警備員指導教育責任者資格者証（講習）の細分化
いままでは旧法の資格者証で1号から4号までの全ての警備業務につき教育が行えたが、選任の制度が細分化され、警備員指導教育責任者に今まで以上の専門性が求められることになり、資格者証（講習）も細分化された。以前は37時限の講習で全ての警備業務について学習し、全ての範囲を網羅した試験が行なわれたが、改正警備業法が施行し、1号から4号までの各警備業務ごとに細分化され、各警備業務ごとに講習及び試験が行われ、資格者証が交付されるようになった。
(4)旧法の資格、有資格者の取扱い
旧法の資格は新法施行後、2年間有効とされ、その間は新法による資格者証と同等とみなされた。旧法の有資格者に対しては、施行後2年間、既得者に対する区分ごとの特例措置講習が行われ、講習を受けた者について順次新しい資格者証に切り替えられた。施行後2年を経過した現在、特例措置講習は終了している。
2年経過後においては、旧警備員指導教育責任者資格者証のみでの選任はできず、警備員教育に関しても、平成19年10月25日付け警察庁丁生企発第292号「旧警備員指導教育責任者資格者証を有する者の経過措置期間終了後における取扱いについて」(PDF:警察庁のホームページより）により、一定の条件を満たす民間団体が実施する特例措置講習に代わる講習会を終了しない限り、行うことはできない。法施行日から遡って1年以上、その区分（1号～4号）に係る警備員教育を実施していた者については、都道府県公安委員会の指定を受けた場合に限り、2年経過（法施行）後3年間、基本教育および実施していた区分に係る業務別教育を実施できる。

## 改正業法における警備員指導教育責任者講習
2005年（平成17年）11月21日の改正業法施行によって警備員指導教育責任者の資格と講習は警備業務区分ごとに細分化された。
資格の細分化と新規取得講習については前述の通りであるのでここでは細分化された警備員指導教育責任者講習のうち特例措置講習と追加取得講習、現任指導教育責任者講習について記す。
(1)特例措置講習
特例措置講習は、いわば「新しい資格者証に切り替えるための」講習である。
a:対象者
旧法における資格者証の交付を受けた者のみを対象としているが、受講にあたっては平成18年現在のところまず「選任者または選任予定の者」次に「選任者等ではないが教育の担当者」最後に「単に資格者証の交付を受けている者」という順番に優先順位が設けられている。旧法における資格者証の交付を受けているこれらの者はこの講習を受けて新しい資格者証を得ることが出来る。
b:講習の内容 講義のほか、ディスカッションや実習が取り入れられている。
詳しい講習の内容と時限の配分は、平成17年11月17日付け警察庁丁生企発第356号「警備員指導教育責任者講習及び機械警備業務管理者講習の運用について（通達）」(PDF:警察庁のホームページより）を参照されたい。
講習終了後最終日には修了考査がある。時間は35分間で問題数は14問、12問以上正解で合格となる。5肢択一式である。合格発表は新規取得講習同様に即日行われ、合格者にはその場で担当警察官から修了証明書が交付される。再考査はない。
c:切り替えの方式
特例措置講習を受講した後に他の警備業務区分の資格者証を得たい場合については追加取得講習を受けるのかと考えがちであるが、特例措置講習でよい。追加取得講習と特別措置講習は時間数も内容も同一のものであるので追加取得講習を受けても良いが、追加取得講習は受講要件として「いずれかの警備業務区分の資格者証の交付を受けていること」かつ「受講を希望する警備業務区分の警備業務の経験が3年以上」又は「受講を希望する警備業務区分に係る1級の合格証明書または検定合格証の交付を受けていること」若しくは「受講を希望する警備業務区分に係る2級の合格証明書または検定合格証の交付を受けた後継続して1年以上当該警備業務に従事している現警備員」のいずれかに該当することが必要であり、受講を希望する警備業務区分の経験や合格証明書等の交付を受けていない限り受講できない。
(2)追加取得講習
この講習は新しい資格者証の交付を受けた者が他の警備業務区分の資格者証を得たい場合に受講するものである。法令などの1つ目の資格者証の交付を受けるにあたり学習した事項で他の警備業務区分においても共通のものが省かれるので時間は新規取得講習に比べ短くなる。
a:対象者
対象者は既に新規取得講習等によりいずれかの警備業務区分の資格者証の交付を受けた者であるが特例措置講習と異なり受講要件が厳しい（前述の通り）。
b:講習の内容
全て特例措置講習と同一の内容である。時間数等も同じである。
(3)現任指導教育責任者講習
現任指導教育責任者講習とは現に選任されている者を対象として3年に1度行われる講習である。治安情勢や法律の改正等、時勢に対応した最新の情報を選任者に提供し学習・体得させ警備業務の運営・実施に反映させること、定期的に講習を受講させることで本人の技能・知識の風化を防止することなどを目的として行われる。
a:対象者
警備員指導教育責任者として選任されている者が対象である。
b:講習の申込み
講習の申込は行わない。期日が到来した者に対して公安委員会より通知が届くのでその指定日に指定場所において受講する。
c:講習の内容
詳しい講習の内容と時限の配分については、平成18年1月23日付け警察庁丁生企発第22号「現任指導教育責任者講習の運用について（通達）」(PDF:警察庁のホームページより）を参照されたい。